# Aeroportul Cianorte
Aeroportul Cianorte (IATA: GGH, ICAO: SSCT) este un aeroport din Cianorte, Paraná, Brazilia ce deservește zona Cianorte. Aeroportul a fost tranzitat în 2022 de 783 de pasageri. A fost numit după zona deservită.
Situat la o altitudine de 539 m, aeroportul dispune de 1 pistă. Este operat de Cianorte.

## Infrastructură

### Piste
Aeroportul dispune de o singură pistă. Pista 4/22 are suprafața de asfalt și dimensiunile 1.200 m × 23 m. 